# Sangameshwar
Sangameshwar es una ciudad censal situada en el distrito de Nashik en el estado de Maharashtra (India). Su población es de 10815 habitantes (2011). Se encuentra a 109 km de Nashik.

## Demografía
Según el censo de 2011 la población de Sangameshwar era de 10815 habitantes, de los cuales 5634 eran hombres y 5181 eran mujeres. Sangameshwar tiene una tasa media de alfabetización del 91,91%, superior a la media estatal del 82,34%: la alfabetización masculina es del 95,73%, y la alfabetización femenina del 87,75%.